# Bartolomeo di Breganze
Bartolomeo di Breganze o da Vicenza (Breganze, 1200 - Vicenza, 1270) va ser un bisbe de Vicenza, fundador de l'orde militar de la Milícia de Jesucrist. Va ser un religiós dominic. El 1233 va fundar la Milícia de Jesucrist, un orde militar per a combatre l'heretgia. Va ser bisbe de Vicenza del 1256 al 1270, que va morir. En conflicte amb Ezzelino III da Romano, va exiliar-se a París, on va obtenir del rei Lluís IX de França una de les espines de la corona de Jesucrist: tornat a Vicenza va fer aixecar-hi l'església de la Santa Corona per a guardar-hi la relíquia. Mort en olor de santedat, va ser venerat des de la seva mort. El culte va ser confirmat l'11 de setembre del 1793 per Pius VI, que el proclamà beat. La seva festivitat és el 27 d'octubre.